# Torre de' Picenardi
Torre de' Picenardi (Li Tùr in dialetto cremonese; fino al 1868 Torre de' Malamberti) è un comune italiano di 2 182 abitanti della provincia di Cremona, in Lombardia. È situato a 20 km da Cremona e 44km da Mantova.

## Storia
La storia antica del borgo di Torre de' Picenardi è molto frammentaria con alcuni ritrovamento di epoca preistorica relativi all'età del rame, mentre i reperti appaiono già più abbondanti per l'epoca romana con numerosi ritrovamenti oggi conservati al museo archeologico di Piadena. Nel 1984 nei pressi del borgo, al confine con l'abitato di Isola Dovarese, vennero ritrovati i resti di una villa rustica di epoca romana databile al I-II secolo d.C. a conferma dell'attività del borgo che si trovava non a caso posto a breve distanza dalla via Postumia che congiungeva Genova con Aquileia, attraversando tutto il territorio cremonese.
Al XIII secolo risalgono i documenti medievali relativi alla storia del comune e precisamente nel 1278 esso era chiamato Torre de' Malamberti in riferimento all'omonima antica famiglia cremonese che fu proprietaria di quelle terre prima che le subentrassero i Picenardi i quali vengono testimoniati per la prima volta in presenza nel territorio nel secolo successivo, rimanendovi poi ininterrottamente sino al XX secolo.
Nel XV secolo sia le Torri sia S. Lorenzo iniziano infatti a portare entrambe l’appellativo de’ Picenardi dopo il nome, chiaro segno che la nobile famiglia cremonese si era ormai stanziata definitivamente e stabilmente sul territorio.
Nel 1414, il condottiero Cabrino Fondulo guidò in visita l'imperatore Sigismondo del Sacro Romano Impero al castello locale, accompagnato dai tre contendenti al pontificato, Gregorio XII, Benedetto XIII e Giovanni XXIII. Davanti al castello di Torre de' Picenardi si bloccò anche il conte di Carmagnola non osando attaccare le armate imperiali. Tra il 1426 ed il 1427 il borgo venne saccheggiato ed occupato dai veneziani con 7000 soldati al seguito e nuovamente la scena drammatica si ripeté nel 1509 e nel 1516.
Nel 1525, Antonio Maria Picenardi riuscì ad acquistare interamente il castello locale che subì un'ulteriore saccheggio nel 1648 ad opera delle truppe del ducato di Modena il quale, alleato dei francesi, si diresse con le sue armate contro Cremona occupata dagli spagnoli. Galeazzo Picenardi fu capitano della milizia urbana di Cremona in questo stesso periodo, motivo per cui il suo castello venne ulteriormente saccheggiato nel 1648 da Agostino da Piadena, un bandito locale.
Con l'ottenimento nel 1714 del titolo di marchese da parte dei Picenardi, iniziò la ristrutturazione completa del castello che mirerà a trasformare l'intero complesso in una moderna villa di delizia. Nel 1710, nel frattempo, i Picenardi avviarono la ricostruzione della locale chiesa parrocchiale, coi lavori che perdureranno sino al 1724.
Tra XVIII e XIX secolo, nell'abitato i principali proprietari oltre ai Picenardi erano le famiglie nobili dei conti Crotti (prevalentemente nella frazione e nel castello di San Lorenzo) e i principi Soresina Vidoni, oltre ai Melzi d'Eryl (nella frazione di Pozzo Baronzio) ed i marchesi Resta Pallavicino (Ca de' Caggi). Erano presenti anche i padri del monastero di San Salvatore, i cui beni vennero però incamerati dai Picenardi con la soppressione degli ordini religiosi a fine Settecento.
Nel 1866, dopo la battaglia di Custoza, al castello locale venne stanziato un contingente prima e poi il quartier generale dell'esercito italiano sotto il comando del generale La Marmora.
Il 1º gennaio 1868 vennero aggregati al comune di Torre de' Malamberti i comuni di Cà de' Caggi, Pozzo Baronzio, San Lorenzo de' Picenardi e Torre d'Angiolini; contemporaneamente il comune assunse la nuova denominazione di Torre de' Picenardi.
Il 31 Agosto 2015 il comune di Torre insieme ai comuni di Isola Dovarese, Pessina Cremonese, e di Ca' d' Andrea fonda l'unione comunale "Unione Terre di Pievi e di Castelli".
Il 1º gennaio 2019 ha incorporato il Comune di Ca' d'Andrea, soppresso a seguito del referendum del 10 giugno 2018.

### Simboli
Lo stemma e il gonfalone sono stati concessi con DPR del 9 gennaio 1967.
Lo stemma riproduce, su sfondo azzurro, la facciata di Villa Sommi Picenardi vista dal lato est. Il gonfalone è un drappo di bianco.

## Monumenti e luoghi d'interesse
- Villa Sommi Picenardi, edificata nel XIX secolo su un preesistente castello del XIII secolo, era la residenza patrizia dei Picenardi, che qui avevano il loro feudo.
- Chiesa parrocchiale di Sant'Ambrogio
- Castello di San Lorenzo

## Società

### Evoluzione demografica
Abitanti censiti

### Etnie e minoranze straniere
Secondo i dati ISTAT al 1º gennaio 2022 la popolazione straniera residente ammontava a 195 persone, il 9,3% della popolazione residente nel comune.
Le nazionalità maggiormente rappresentate in base alla loro percentuale sul totale della popolazione straniera:
1. India,	110	-56,41%
2. Romania, 28 -14,36%
3. Egitto, 10 -5,13%
4. Marocco, 6 -3,08%
5. Ucraina, 5 -2,56%
6. Ghana, 5 -2,56%
7. Senegal, 4 -2,05%
8. Costa d'Avorio, 4 -2,05%
9. Pakistan, 4 -2,05%
10. Macedonia del Nord, 4 -2,05%
11. Cina, 3 -1,54%
12. Bangladesh, 2 -1,03%
13. Nigeria, 2	-1,03%
14. Cuba, 2 -1,03%
15. Albania, 1	-0,51%
16. Moldova, 1 -0,51%
17. Russia, 1 -0,51%
18. Germania, 1 -0,51%
19. Bulgaria, 1 -0,51%
20. Brasile, 1	-0,51%

## Geografia antropica
Oltre allo stesso Torre de' Picenardi, il Comune è composto da alcune frazioni, quasi tutte con una propria storia tanto che, fino al Risorgimento, l’attuale territorio municipale era suddiviso in 5 parrocchie e addirittura 12 comuni. 
Le frazioni presenti nel territorio sono:
- Cà de' Caggi
- Cà Nove de' Biazzi
- Pozzo Baronzio
- San Lorenzo de' Picenardi
- Ca' d'Andrea
- Breda Guazzona
- Brolpasino
- Canova
- Casanova d'Offredi
- Fossa Guazzona
- Galizia
- Pieve San Maurizio
- Ronca de' Golferami
- San Pietro in Mendicante
- Castelpersegano

## Infrastrutture e trasporti
Posta nella parte sud del paese è presente una stazione sulla Ferrovia Cremona-Mantova. Inoltre il territorio comunale è attraversato a est dalla strada statale 10 padana inferiore, presso le frazioni di Ca de' Caggi, San Lorenzo de' Picenardi, e Ca' Nove de' Biazzi

## Amministrazione
| Periodo        | Periodo        | Primo cittadino | Partito                                    | Carica  | Note   |
| -------------- | -------------- | --------------- | ------------------------------------------ | ------- | ------ |
| 25 Maggio 2014 | 26 Maggio 2019 | Mario Bazzani   | Lista Civica "Insieme per Torre"           | Sindaco | [ 10 ] |
| 26 Maggio 2019 | in carica      | Mario Bazzani   | Lista Civica "Progetto per il Bene Comune" | Sindaco | [ 11 ] |